# 一期一会 (カルテットの曲)
一期一会（いちごいちえ）は、日本のヒップホップユニットカルテットが2007年3月7日にリリースしたメジャーでは通算2枚目となるシングル。

## 概要
- インディーズ時代にリリースしたミニアルバム一期一会からのリカットシングル。アルバム版とアレンジが異なる。

## 収録曲
1. 一期一会 (4:55)
テレビ神奈川『saku saku』 2007年3月度エンディングテーマ
2. A Brand New Day (4:09)
3. Gooood Vibes!!!! (3:30)
4. 一期一会 -DJ JIN Remix- (4:30)